# Karel Jarolím
Pour les articles homonymes, voir Jarolím.
Karel Jarolím est un entraîneur de football tchèque né le 23 août 1956 à Čáslav. Étant footballeur lui-même, il évolua notamment en France, au FC Rouen et Amiens.
Ses fils Lukáš et David sont eux aussi footballeurs, tout comme son neveu Marek.

## Biographie
Karel Jarolím évolue quatre saisons en France, en Division 2 sous les couleurs du FC Rouen pendant trois ans (82 matchs, dont 79 en championnat, et 13 buts), puis au Amiens SC en D3.
Devenu entraîneur, il fait son retour en France comme adjoint d'Ivan Hašek sur le banc du Racing Club de Strasbourg, de 2001 à 2003, en D2 puis en Ligue 1.

## Palmarès entraineur
- Coupe de Tchéquie : 2016